# Sphodromantis pupillata
Sphodromantis pupillata är en bönsyrseart som beskrevs av Bolivar 1912. Sphodromantis pupillata ingår i släktet Sphodromantis och familjen Mantidae. Inga underarter finns listade i Catalogue of Life.